# Wikariat apostolski Luang Prabang
 Wikariat apostolski Luang Prabang – rzymskokatolicka diecezja w Laosie. Podlega bezpośrednio pod Stolicę Apostolską.

## Historia
Powstał w 1963. Pozostaje nieobsadzony od 1975 (zarządzają nim administratorzy apostolscy niemający święceń biskupich).

## Administratorzy apostolscy
- Tito Banchong Thopanhong, od 1999
- Jean Khamsé Vithavong, O.M.I, 1984-1999
- Thomas Nantha, 1975 -  1984

## Wikariusze apostolscy
- Alessandro Staccioli, O.M.I.,  1968 -  1975
- Lionello Berti, O.M.I.,  1963 -1968